# Qixing Shuiku
Qixing Shuiku (kinesiska: 七星水库) är en reservoar i Kina. Den ligger i provinsen Jiangxi, i den sydöstra delen av landet, omkring 250 kilometer öster om provinshuvudstaden Nanchang. Qixing Shuiku ligger 318 meter över havet. Arean är 0,71 kvadratkilometer. I omgivningarna runt Qixing Shuiku växer i huvudsak blandskog. Den sträcker sig 2,1 kilometer i nord-sydlig riktning, och 1,5 kilometer i öst-västlig riktning.
Genomsnittlig årsnederbörd är 2 682 millimeter. Den regnigaste månaden är juni, med i genomsnitt 514 mm nederbörd, och den torraste är oktober, med 39 mm nederbörd.